# Coupe d'Europe des vainqueurs de coupe de football 1985-1986
Navigation
Coupe des coupes 1984-1985 Coupe des coupes 1986-1987
La Coupe d'Europe des vainqueurs de coupe 1985-1986 voit la victoire du club soviétique du Dynamo Kiev qui bat les Espagnols de l'Atlético Madrid lors de la finale disputée au stade de Gerland à Lyon.
C'est la deuxième Coupe des coupes remportée par le Dynamo Kiev (après leur succès en 1975) et c'est le troisième trophée soviétique avec la victoire du Dinamo Tbilissi en 1981. Quant à l'Atlético Madrid, c'est la quatrième finale du club, déjà sacré en 1962 et finaliste en 1963. À noter que c'est la 5e finale de Coupe des Coupes perdue par un club espagnol.
Quatre joueurs se partagent le titre de meilleur buteur avec cinq réalisations. Il s'agit des Soviétiques Oleksandr Zavarov, Igor Belanov et Oleg Blokhine du Dynamo Kiev et de l'Allemand de l'Est Frank Lippmann du Dynamo Dresde. 
Le tenant du trophée, Everton FC, ne défend pas son titre car comme l'ensemble des clubs anglais, il est suspendu de toute compétition européenne à la suite du drame du Heysel, durant 3 ans (la durée sera prolongée à 5 ans après de nouveaux incidents impliquant des supporters anglais lors du championnat d'Europe 1988 en Allemagne), impliquant qu'aucun club anglais ne soit en phase finale de cette édition de la coupe des clubs champions européens. L'absence d'Everton et du représentant bulgare permet au Benfica Lisbonne d'être exempt et de rentrer en lice à partir des huitièmes de finale.

## Premier tour
| Équipe 1              | Résultat | Équipe 2              | Aller  | Retour |
| --------------------- | -------- | --------------------- | ------ | ------ |
| Rapid Vienne          | 6 - 1    | Tatabánya             | 5 - 0  | 1 - 1  |
| Fram Reykjavik        | 3 - 2    | Glentoran FC          | 3 - 1  | 0 - 1  |
| AS Monaco             | 2 - 3    | Universitatea Craiova | 2 - 0  | 0 - 3  |
| FC Utrecht            | 3 - 5    | Dynamo Kiev           | 2 - 1  | 1 - 4  |
| AEL Limassol          | 2 - 6    | Dukla Prague          | 2 - 2  | 0 - 4  |
| AIK Fotboll           | 13 - 0   | Red Boys Differdange  | 8 - 0  | 5 - 0  |
| AEL Larissa           | 1 - 2    | Sampdoria             | 1 - 1  | 0 - 1  |
| Lyngby BK             | 4 - 2    | Galway United         | 1 - 0  | 3 - 2  |
| Étoile rouge Belgrade | 4 - 2    | FC Aarau              | 2 - 0  | 2 - 2  |
| Fredrikstad FK        | 1 - 1    | Bangor City           | 1 - 1e | 0 - 0  |
| Atlético Madrid       | 3 - 2    | Celtic Glasgow        | 1 - 1  | 2 - 1  |
| HJK Helsinki          | 5 - 3    | KS Flamurtari Vlorë   | 3 - 2  | 2 - 1  |
| Cercle Bruges         | 4 - 4    | Dynamo Dresde         | 3 - 2e | 1 - 2  |
| Żurrieq FC            | 0 - 12   | Bayer Uerdingen       | 0 - 3  | 0 - 9  |
| Galatasaray           | 2 - 2    | Widzew Łódź           | 1 - 0  | e1 - 2 |
| Benfica Lisbonne      | exempté  |                       | -      | -      |

## Huitièmes de finale
| Équipe 1              | Résultat | Équipe 2              | Aller | Retour |
| --------------------- | -------- | --------------------- | ----- | ------ |
| Rapid Vienne          | 4 - 2    | Fram Reykjavik        | 3 - 0 | 1 - 2  |
| Universitatea Craiova | 2 - 5    | Dynamo Kiev           | 2 - 2 | 0 - 3  |
| Dukla Prague          | 3 - 2    | AIK Fotboll           | 1 - 0 | 2 - 2  |
| Benfica Lisbonne      | 2 - 1    | Sampdoria             | 2 - 0 | 0 - 1  |
| Lyngby BK             | 3 - 5    | Étoile rouge Belgrade | 2 - 2 | 1 - 3  |
| Bangor City           | 0 - 3    | Atlético Madrid       | 0 - 2 | 0 - 1  |
| HJK Helsinki          | 3 - 7    | Dynamo Dresde         | 1 - 0 | 2 - 7  |
| Bayer Uerdingen       | 3 - 1    | Galatasaray           | 2 - 0 | 1 - 1  |

## Quarts de finale
| Équipe 1              | Résultat | Équipe 2         | Aller | Retour |
| --------------------- | -------- | ---------------- | ----- | ------ |
| Rapid Vienne          | 2 - 9    | Dynamo Kiev      | 1 - 4 | 1 - 5  |
| Dukla Prague          | 2 - 2    | Benfica Lisbonne | 1 - 0 | e1 - 2 |
| Étoile rouge Belgrade | 1 - 3    | Atlético Madrid  | 0 - 2 | 1 - 1  |
| Dynamo Dresde         | 5 - 7    | Bayer Uerdingen  | 2 - 0 | 3 - 7  |

## Demi-finales
| Équipe 1        | Résultat | Équipe 2        | Aller | Retour |
| --------------- | -------- | --------------- | ----- | ------ |
| Dynamo Kiev     | 4 - 1    | Dukla Prague    | 3 - 0 | 1 - 1  |
| Atlético Madrid | 4 - 2    | Bayer Uerdingen | 1 - 0 | 3 - 2  |

## Finale
| Équipe 1        | Résultat | Équipe 2    |
| --------------- | -------- | ----------- |
| Atlético Madrid | 0 - 3    | Dynamo Kiev |